# Peter Hammarberg (1814–1888)
Peter Hammarberg, född 4 januari 1814 i Göteborg,  död där 20 juni 1888, var en svensk grosshandlare, riksdags- och kommunpolitiker. 

## Biografi
Fadern hade 1811 uppfört det hus vid Västra Hamngatan 12 som Peter Hammarberg både föddes och dog i. Han var verksam som grosshandlare i Göteborg, och som riksdagsman var han ledamot av andra kammaren (bland annat mandatperioden 1885–1887), invald i Göteborgs stads valkrets.
Hammarberg studerade vid Göteborgs handelsinstitut 1826–1830, och blev därefter anställd på I.P. Quensels kontor som bokhållare. på hösten 1832 började han som bokhållare hos Sven Renström i Göteborg. I januari 1834 befordrades han till kassör. Han fick burskap som grosshandlare i Göteborg 1842, blev delägare i firman Sven Renström (från 1851 Sven Renström & Co.) 1843 "med rätt att teckna firman per procura." År 1850 blev han officiellt chef i firman.
Han var ledamot av styrelsen för Göteborgs handelsinstitut 1846–1855, av Småbarnsskolans direktion 1848–1869, av styrelsen för Skandinaviska Kredit AB, Göteborg, 1864–1888 och av styrelsen för Sjöförsäkrings AB Gauthiod, Göteborg, 1865–1888. Ledamot av Göteborgs handelsinstituts styrelse 1846–1855, av handelsföreningen 1863–1883, varav som vice ordförande 1867–1869 och ordförande 1869–1883, av handels- och sjöfartsnämnden 1873–1882. 
Hammarberg var syssloman vid Göteborgs allmänna fattigvårdsinrättning 1846, ledamot av riksdagens andra kammare för Göteborg 1873–1875 och 1878–1887. Han var ledamot av stadsfullmäktige 1869–20 juni 1888, av styrelsen för arbetarbostäderna 1847–1857, av styrelsen för Renströmska fonden 1869–1888. Han var revisor för direktionen för Göteborgs hamn- och älvarbeten 1846 och 1865 samt för Allmänna och Sahlgrenska sjukhuset 1863 och ordförande i Göteborgs stifts missionssällskap samt ledamot av styrelsen och kassaförvaltare för Göteborgs barnhus. 

### Familj
Peter Hammarberg var son till grosshandlaren Johan (Jan) Jacob Hammarberg (1774–1838) och Charlotta (Lotta), född Lamberg (1784–1848), dotter till stadsmäklaren Peter Lamberg och syster till kommerserådet Jan Lamberg. Han gifte sig den 28 april 1846 i Göteborg med Mary Campbell Barclay (1811–1871), dotter till handlanden James Barclay och Jacobina Campbell. De fick barnen James (född 1847) och Mary Charlotta Elisabeth (född 1849). Peter Hammarberg hade tre syskon: Anna Charlotta (1809–1810), Maria "Lotta" Charlotta (1811–1859) och Sophia Elisabeth "Betty" (1812–1840).